# Okklúzió
A fogászatban okklúziónak nevezünk minden érintkezést, mely az alsó és a felső fogsor közt létrejön. Inokklúziónak nevezzük az érintkezés hiányát. Nincs érintkezés a fogsoraink közt nyugalmi helyzetben és szájnyitáskor. Az okklúzió része a rágókészüléknek, ezért annak változása kihatással van az okklúzióra és fordítva. A stresszes emberekben megfigyelhető fogcsikorgatás, például izomhipertrófiához és állkapocsízületi fájdalmakhoz vezethet.
Megkülönböztetünk: 
- statikus okklúziót – fogérintkezés állkapocsmozgás nélkül és
- dinamikus okklúziót vagy artikulációt – ami a mozgás közbeni érintkezéseket jelöli

## Állkapocshelyzetek
A rágás mechanizmusának a megértése érdekében a gnathológusok különböző okklúziós viszonyokat különítenek el. Ezek a rágás közben létrejövő állkapocshelyzetek és -mozgások egy adott pillanatában kiragadott pozíciói.
- interkuszpidációs helyzet vagy maximális interkuszpidáció – azt a helyzetet jelöli, amikor a lehető legtöbb érintkezési pont jön létre az alsó és a felső fogsor között. Normális fogazatban ezek az érintkezések a száj zárása közben egyszerre jönnek létre. Ha nem prematúriáról beszélünk. Tartócsücsöknek nevezzük azokat a csücsköket, amelyek a szemben lévő fog centrális barázdájába harapnak. Ezek a felső fogakon a palatinális, alsókon pedig a vesztibuláris csücskök. A harapás megtartásában és az állcsontok közti vertikális magasság biztosításában a tartócsücsköknek van elsődleges szerepük. Ezzel szemben a támasztócsücskök (felső fogakon a vesztibuláris, alsókon a lingvális) csak egy szemben lévő csücsökkel találkozik, mintegy megtámasztva azt.
- elülső élharapásos helyzet – a fronfogak élei érintkeznek csak
- oldalsó csücsökharapásos helyzet – kissé oldalra tolt állkapocshelyzet, amikor az azonos oldali szemfogak csücskei érintkeznek
- centrális reláció – az állkapocs fejecsének az ideális, „legkényelmesebb” helyzete. Ilyenkor a két fejecs az ízvápa közepén, szimmetrikusan helyezkedik el
- centrális okklúzió – a fogakra és az állkapocs fejecsére is vonatkozik. Ez az a helyzet, amikor a fejecsek centrális relációban és a fogak interkuszpidációs helyzetben vannak. Tehát a fogak és a fejecsek is ideális pozícióban találhatóak (lakosság 5-10%). A többi 90-95%-ban, az ideális fejecshelyzet mellett a fogsorok közt csak egy-két helyen (általában a második nagyőrlők szintjén) figyelhetünk meg érintkezést. Ez a retrális kontakthelyzet.

## Dinamikus okklúzió
- frontfogvezetés – az állkapocs előretolása közben az alsó frontfogak élei a felső frontfogak palatinális (belső) felszínein csúsznak el.
- szemfogvezetés – oldalra tolás közben az alsó szemfog csücske a felső palatinális felszínén csúszik el
- munkaoldali csoportvezetés – ha oldalratolás közben az őrlők csücskei is érintkeznek. Ez nem patológiás, eltérően az
- interferenciáktól – ezek a mandibula mozgása közben fellépő, az előbbi három esettől eltérő fogérintkezéseket jelölik.

Egy megfelelő fogpótlás készítésénél mindezen pozíciókat figyelembe kell venni. Ezt általában részben vagy teljesen egyéni értékre állítható artikulátorokkal szokták megvalósítani. Ha ez nem történik meg, nagy a valószínűsége a későbbi prematúria, interferencia képződésének.